# Губановское
Губа́новское (Пулло-селькя) — озеро на Карельском перешейке в Выборгском районе Ленинградской области.
Высота над уровнем моря — 8,5 м.
Площадь поверхности — 5,3 км², площадь водосборного бассейна — 345 км².
Озеро расположено восточнее посёлка Возрождение. В северной части озера в него впадает река Михайловка, в южной части — протока из озера Большого Градуевского и вытекает протока в озеро Соколиное.